# جورج جونستون (روائي)
جورج جونستون (بالإنجليزية: George Johnston)‏‏ (20 يوليو 1912 في ملبورن - 22 يوليو 1970 في سيدني) صحفي، وروائي من أستراليا.

## الجوائز
- نيشان الامبراطورية البريطانية من رتبة ضابط
- جائزة مايلز فرانكلين
- جائزة مايلز فرانكلين

## روابط خارجية
- جورج جونستون على موقع IMDb (الإنجليزية)
- جورج جونستون على موقع قاعدة بيانات الفيلم (الإنجليزية)